# M. L. Carr
Michael Leon Carr (nacido el[9 de enero de 1951 en Wallace, Carolina del Norte) es un exjugador de baloncesto estadounidense que jugó en la NBA y en la ABA, además de haber sido entrenador y General Manager de los Boston Celtics. Entrenó a los Celtics durante dos temporadas, consiguiendo una marca de 48 victorias y 116 derrotas. Él y su mujer residen actualmente en Marston Mills, Massachusetts. Carr es el cofundador, presidente y CEO de WARM2Kids.

## Carrera

### Jugador
Tras graduarse en el Guilford College, Carr fue seleccionado por los Kentucky Colonels de la ABA en la séptima posición de la quinta ronda del draft de 1973. Sin embargo, fue una de las bajas de la plantilla final por lo que tuvo que abandonar el equipo. La siguiente temporada, Carr jugó en Israel para los Israel Sabers en la Copa de Europa de Baloncesto. Por liderar al equipo al campeonato, liderar al equipo en anotación y ser segundo en rebotes, fue nombrado MVP.
Durante la temporada 1975-1976, Carr jugó para los Spirits of St. Louis de la ABA, promediando 12.2 puntos y 6.2 rebotes por partido, y fue nombrado miembro del equipo ideal de rookies de la ABA. Los Spirits of St. Louis fueron uno de los dos equipos (el otro fueron los Kentucky Colonels) que no se unió a la NBA en la unión NBA-ABA, y como resultado Carr se unió a la NBA como miembro de los Detroit Pistons de 1976 a 1979 y de los Celtics desde 1979 a 1985. Promedió 9.7 puntos y 4.3 rebotes por partido en su carrera en la NBA, y fue seleccionado para el segundo equipo defensivo ideal de la NBA durante la temporada 1979 tras liderar al equipo en robos por partido.
Es muy conocido por el robo y el mate que realizó en el cuarto partido de la final de 1984 de la NBA, que selló la victoria para los Celtics que posteriormente ganarían el título.

### Entrenador
Carr más tarde se convertiría en el General Manager de los Celtics en 1994. Más tarde tomó las responsabilidades de entrenador para las temporadas 1995-1996 y 1996-1997. En su último año como entrenador, los Celtics cosecharon el peor récord en la historia de la franquicia, ganando solamente 15 partidos y perdiendo 67, que algunos creyeron ser un esfuerzo para conseguir una buena posición en el draft y preparar al equipo para una recuperación bajo el nombre de un famoso entrenador universitario, Rick Pitino. Carr fue sustituido al final de la temporada por Rick Pitino, quien fue incapaz de devolver al equipo la gloria de la que disfrutó durante los días de jugador de Carr. Tras la temporada 1996-1997, Carr se convirtió en el director de Desarrollo de los Celtics.
Carr se convirtió más tarde en el presidente de las Charlotte Sting de la WNBA, como parte de un intento fallido para convertirse en el propietario de un equipo de la NBA junto con Steve Belkin y su excompañero Larry Bird. 
Ahora es un inversor de los Charlotte Bobcats.

## Estadísticas de su carrera en la NBA
|  | Denota temporadas en las que fue Campeón de la NBA |
|  | Líder de la liga                                   |

### Temporada regular
| Año     | Equipo          | PJ  | PT | MPP  | %TC  | %3P  | %TL   | RPP | APP | ROB | TPP | PPP  |
| ------- | --------------- | --- | -- | ---- | ---- | ---- | ----- | --- | --- | --- | --- | ---- |
| 1975-76 | St. Louis (ABA) | 74  | –  | 29.4 | .483 | .375 | .665  | 6.2 | 3.0 | 1.7 | .6  | 12.2 |
| 1976-77 | Detroit         | 82  | –  | 32.2 | .476 | –    | .735  | 7.7 | 2.2 | 2.0 | .7  | 13.3 |
| 1977-78 | Detroit         | 79  | –  | 32.4 | .455 | –    | .738  | 7.1 | 2.3 | 1.9 | .3  | 12.4 |
| 1978-79 | Detroit         | 80  | –  | 40.1 | .514 | –    | .743  | 7.4 | 3.3 | 2.5 | .6  | 18.7 |
| 1979-80 | Boston          | 82  | 7  | 24.3 | .474 | .293 | .739  | 4.0 | 1.9 | 1.5 | .4  | 11.1 |
| 1980-81 | Boston          | 41  | 7  | 16.0 | .449 | .071 | .791  | 2.0 | 1.4 | .7  | .4  | 6.0  |
| 1981-82 | Boston          | 56  | 27 | 23.1 | .450 | .294 | .707  | 2.7 | 2.3 | 1.2 | .4  | 8.1  |
| 1982-83 | Boston          | 77  | 0  | 11.5 | .429 | .158 | .741  | 1.8 | .9  | .6  | .1  | 4.3  |
| 1983-84 | Boston          | 60  | 1  | 9.8  | .409 | .200 | .875  | 1.3 | .8  | .3  | .1  | 3.1  |
| 1984-85 | Boston          | 47  | 0  | 8.4  | .416 | .391 | 1.000 | .9  | .5  | .4  | .1  | 3.2  |
| Total   | Total           | 678 | 42 | 24.2 | .472 | .275 | .737  | 4.5 | 2.0 | 1.4 | .4  | 10.0 |

### Playoffs
| Año   | Equipo  | PJ | PT | MPP  | %TC  | %3P  | %TL   | RPP | APP | ROB | TPP | PPP |
| ----- | ------- | -- | -- | ---- | ---- | ---- | ----- | --- | --- | --- | --- | --- |
| 1977  | Detroit | 3  | –  | 37.3 | .387 | –    | .571  | 5.7 | 2.0 | .3  | 1.0 | 9.3 |
| 1980  | Boston  | 9  | –  | 19.1 | .400 | .400 | .667  | 3.7 | 1.2 | .7  | .1  | 9.1 |
| 1981  | Boston  | 17 | –  | 16.9 | .416 | .000 | .750  | 1.5 | .8  | .6  | .4  | 6.0 |
| 1982  | Boston  | 12 | –  | 25.4 | .352 | .000 | .652  | 3.6 | 2.3 | .9  | .1  | 7.4 |
| 1983  | Boston  | 3  | –  | 7.3  | .250 | .000 | 1.000 | .3  | .0  | .7  | .0  | 2.0 |
| 1984  | Boston  | 16 | –  | 5.1  | .406 | .333 | .909  | .5  | .3  | .4  | .0  | 2.4 |
| 1985  | Boston  | 7  | 0  | 3.4  | .267 | .500 | –     | .3  | .1  | .1  | .0  | 1.3 |
| Total | Total   | 67 | ?  | 15.0 | .382 | .227 | .714  | 1.9 | 1.0 | .6  | .1  | 5.3 |